# 衛理會館
衛理會館（英語：Wesley House），原稱衛理樓，建於1962年，由陳其寬設計，其前身為東海大學教職員女單身宿舍，現提供住宿及小型研討會與工作坊之類的學術研習活動。

## 歷史
1962年，東海大學教職員女單身宿舍正式落成。該宿舍由時任校長吳德耀向美國衛理公會差會婦女基督徒服務會籌募15,000美元建設，並委託建築師陳其寬設計完成。爾後因教職員人數增加，遂再以美國衛理公會全球佈道會所捐贈之27,500美元，於原宿舍後方增建型式相同之單身宿舍，於1968年11月9日舉行落成典禮，並將前後棟合稱「衛理樓」，又因建築外觀為純白色，校內師生又稱其為「女白宮」。2014年，東海大學學術發展文教基金會整修衛理樓前棟，以將其活化保存為多用途之空間，並更名為「衛理會館」。
2017年9月26日，臺中市文化資產處以見證戰後基督教宣教在臺的教育發展史，呈現大學校園規劃與建築發展之歷史為由，將衛理會館登錄為歷史建築。

## 建築規劃
衛理會館本身依著河溝邊坡地配置，室內空間依地勢形成半層落差，兼顧自然通風對流效應，形成流暢又起落、豐富層次變化的效果。建築內共設有12間寢室，早期一樓多供東大附小及幼稚園教師、各系助教居住，二樓則以外籍教師與大學部教師及助教為主。
建築物按區位分為前後兩棟：前棟為主要的公共起居空間，包含寢室、宿舍空間及附屬的浴廁設施，為兩層樓設計；後棟則為一層樓建築，作為餐廚空間、儲物間、浴廁設施及管理人宿舍之用。

## 外部連結
- 衛理會館的Instagram帳戶